# SF名作シリーズ
『SF名作シリーズ』（SFめいさくシリーズ）は、偕成社より1969年から1970年にかけて刊行されたSF小説の叢書。A5判。ハードカバー。
全30巻の予定だったが、第28巻「クロニオン号の冒険」、第30巻「銀河紀元827年」が未刊行であったため、全28巻となる。

## 一覧
1. なぞの宇宙ロボット（The Humanoids、ウィリアムスン）福島正実訳
2. 銀河パトロール隊（Galactic Patrol 、スミス）野田昌宏訳
3. 宇宙アトム戦争（The Star Kings、ハミルトン）南山宏訳
4. とうめい人間（The Invisible Man、ウェルズ）久米穣訳
5. 宇宙怪獣ゾーン（The Voyage of the Space Beagle、バン＝ボクト）野田開作訳
6. のろわれた宇宙船（Orphans of the Sky、ハインライン）矢野徹訳
7. 地底怪獣テロドン（At the Earth's Core、バローズ）久米元一訳
8. 姿なき宇宙人（Needle、クレメント）野田開作訳
9. 宇宙からのSOS（The Wailing Asteroid、ラインスター）亀山龍樹訳
10. タイム・マシンの冒険（The Time Machine、ウエルズ）塩谷太郎訳
11. 火星の合成人間（John Carter and The Giant of Mars、バロウズ）内田庶訳
12. 宇宙パイロット37号（Туманность Андромеды、エフレーモフ）飯田規和訳
13. 深海の宇宙怪獣（Voyage to the Bottom of the Sea、スタージョン）福島正実訳
14. 宇宙FBI（Star Trail to Glory、ハミルトン）野田昌宏訳
15. 火星のプリンセス（A Princess of Mars、バローズ）野田開作訳
16. 地球爆発（When Worlds Collide、フィリップ・ワイリー）久米穣訳：エドウィン・バルマーとの合作
17. 宇宙スパイ戦（Secret of the Lost Planet、マックビカー）白木茂訳
18. 地球さいごの都市（ハミルトン）内田庶訳
19. 宇宙ガードマン（Tom Corbett Space Cadet, the Space Pioneers、ロックウェル）福島正実訳
20. 光る目の宇宙人（The Flying Eyes、ホリー）南山宏訳
21. 冬眠200年（When The Sleeper Wakes、ウェルズ）中上守訳
22. 宇宙家族ロビンソン（Lost in Space、アーナム＆アーチャー）福島正実訳
23. 超能力作戦（Sentinels from Space、ラッセル）中尾明訳
24. 暗黒星の恐怖（The Black Star Passes、キャンベル）野田昌宏訳
25. ゆれる宇宙（Things Pass By、ラインスター）福島正実訳
26. 深海レインジャー部隊（Son of the Ocean Deeps、ウォルトン）中尾明訳
27. 消えた四次元の輪（Ring Around the Red Head、マクドナルド）福島正実訳
28. クロニオン号の冒険（The Legion of Time、ウィリアムスン）矢野徹訳	(未刊行)
29. なぞの海底怪獣（Secret Under the Sea、ディクソン）亀山龍樹訳
30. 銀河紀元827年（Pebble in the Sky、アシモフ）内田庶訳	(未刊行)